# Revista de la Sociedad Colombiana de Orquideologia
Revista de la Sociedad Colombiana de Orquideologia (abreviado Revista Soc. Colomb. Orquideol.) fue una revista con ilustraciones y descripciones botánicas que fue editada en Medellín por la Sociedad Colombiana de Orquideología. Se publicaron dos números en los años 1966-1967. Fue reemplazada por Orquideología; Revista de la Sociedad Colombiana de Orquideología.